# Servei Geogràfic
La Mancomunitat de Catalunya, a fi de suplir la manca de cadastres, mapes i estadístiques, va establir el 1915 un petit servei geogràfic. La seva primera tasca va ser  la de confeccionar un mapa de Catalunya en escala I: 100.000 per tal d'atendre les necessitats més immediates. Posteriorment, l'objectiu era afrontar el problema cartogràfic complet i confeccionar el cadastre rústec i urbà amb tot detall per obtenir el mapa topogràfic en escala I: 20.000, imprescindible per als estudis d'obres públiques, ferrocarrils, obres hidràuliques, d'enginyeria agrícola, etc. Durant els anys de la Mancomunitat es va avançar en els treballs geodèsics i topogràfics a fi de confeccionar la cartografia. Malauradament, només van poder publicar-se unes poques fulles de les 42 que componen el mapa de Catalunya. El servei del mapa geogràfic va tenir com a directors a Josep de Rivera, primer, i a Manuel Ferrer de Fanganillo a partir de 1919.
Superada la dictadura de Primo de Rivera, en temps de la Segona República, les seves funcions van ser desenvolupades pel Servei Cartogràfic de la Generalitat, que continuà amb els treballs d'aquell mapa en escala I:100.000, publicant dotze fulls més.